# Фреманезумаб
Фреманезумаб, що продається під торговою маркою «Аджові», є препаратом, який використовується для запобігання мігрені у дорослих. Його вводять шляхом підшкірної ін'єкції.
Найчастішим побічним ефектом є біль і почервоніння в місці ін'єкції. Інші побічні ефекти включають алергічні реакції. Він належить до класу лікарських засобів, пов'язаних з пептидними антагоністами гена кальцитоніну.
Він був схвалений для медичного використання в Сполучених Штатах у 2018 році, у Європейському Союзі у 2019 році, у Великій Британії у 2020 році та в Аргентині у вересні 2021 року.

## Медичне використання
Показано, що фреманезумаб ефективний у дорослих із чотирма або більше нападами на місяць.

## Побічні ефекти
Найпоширенішими побічними ефектами є реакції в місці ін'єкції, які спостерігалися у 43–45 % людей у дослідженнях (у порівнянні з 38 % у групі плацебо). Реакції гіперчутливості виникали менш ніж у 1 % пацієнтів.

## Взаємодії
Фреманезумаб не взаємодіє з іншими протимігренозними препаратами, такими як триптани, алкалоїди ріжків і анальгетики. Очікується, що він, як правило, матиме низький потенціал взаємодії, оскільки він не метаболізується ферментами цитохрому P450.

## Фармакологія

### Механізм дії
Фреманезумаб — це повністю гуманізоване моноклональне антитіло, спрямоване проти альфа- та бета пов'язаних з геном кальцитоніну пептидів (CGRP). Точний механізм дії невідомий. Можна давати з квартальним інтервалом.

### Фармакокінетика
Після підшкірної ін'єкції фреманезумаб має біодоступність 55–66 %. Найвища концентрація в організмі досягається через п'ять — сім днів. Як і інші білки, речовина розкладається шляхом протеолізу до малих пептидів і амінокислот, які повторно використовуються або виводяться через нирки. Період напіввиведення визначається у 30-31 днів.

## Історія
Фреманезумаб був відкритий і розроблений Rinat Neuroscience, був придбаний Pfizer у 2006 році, а потім був ліцензований Teva. Він був схвалений Управлінням з контролю за продуктами й ліками США у вересні 2018 року. У березні 2019 року фреманезумаб був схвалений для продажу та використання в Європейському Союзі.
Тева все ще розробляє його для епізодичного кластерного головного болю, але припинено дослідження фреманезумабу для лікування хронічного кластерного головного болю в 2018 році після того, як первинна кінцева точка дослідження III фази не була досягнута.

## Хімія
Фреманезумаб — гуманізоване моноклональне антитіло. Він виробляється з використанням рекомбінантної ДНК у клітинах яєчників китайського хом'яка.